# Gerundio
El gerundio es, en diversas lenguas, una de las formas no finitas del verbo, es decir, una forma verbal que no se define por rasgos tales como el tiempo, ni el modo, ni el número, ni la persona. Su definición más concreta puede variar de una lengua a otra; en castellano se suele definir como la forma verbal no finita que tiene características comparables a las de un adverbio.
En castellano deriva del gerundium latino que, inicialmente, era el caso ablativo del gerundivum (participio de futuro pasivo). 
Junto con el participio, el infinitivo, y otras, el gerundio es una de las formas no personales del verbo, también llamadas verboides.

## Gerundio en español
En general el gerundio puede adoptar dos formas: la simple —por ejemplo, comiendo— y la compuesta, construida mediante el uso del verbo auxiliar haber —habiendo comido—. Existen dos modalidades para la construcción del gerundio, en función de la conjugación a la que pertenece el verbo. Los verbos de la primera conjugación (acabados en -ar) se forman con la terminación o desinencia -ando, mientras que los de la segunda y tercera conjugación (-er, -ir) lo hacen con -iendo.

### Ortografía
Los gerundios con modificación ortográfica no deben realmente considerarse una irregularidad. Únicamente siguen la regla ortográfica del español según la cual, en el caso del triptongo formado por: vocal + i átona (semiconsonante) + vocal, la "i" se cambia por "y".
Ejemplo: leer: leyendo
El mismo también puede aparecer en el principio de la palabra.
Ejemplo:  ir: yendo
Pero, a todos los efectos, incluso en el plano fonético, el resultado es el mismo en otros casos (con la excepción del yeísmo).

### En acciones subordinadas
- Temporal:[2] Una acción se subordina temporalmente con la principal (la acción subordinada puede ser previa[2], simultánea[2] o inmediatamente anterior)[2]

Anterioridad:

El agricultor, habiendo acumulado todos los rastrojos que había en el campo, encendió una hoguera para deshacerse de ellos.

Simultaneidad:

Yendo al colegio en el autobús se dio cuenta de que se había olvidado el estuche.

- Condicional:[2] (el gerundio sustituye a la conjunción condicional "si" junto al verbo en forma personal).

Molestando así a tus mayores, terminarás ganándote una galleta.

- Causal:[2] Explica el por qué (la acción del gerundio funciona aquí como un complemento circunstancial de causa)

Acabé mi aprendizaje del inglés conversando a diario con nativos.

- Concesivo:[2] La segunda acción se subordina de manera concesiva a la principal.

Incluso escondiéndome las llaves de la casa, sabes que conseguiré entrar de una manera u otra.

- Modal:[2] La segunda acción equivale a un complemento circunstancial de modo (¿cómo?)

Conseguí escapar de allí excavando un túnel por debajo del complejo.

### En perífrasis verbales de gerundio
Estas formas verbales, formadas a partir de un verbo y el gerundio, señalan una acción en proceso o una acción interrumpida (perífrasis terminativa).

La barcaza va dejando una estela de sangre mientras se aleja del tiburón. (matiz de proceso).

Tras el viaje por carreteras con muchas curvas la niña acabó soltando el vómito. (matiz terminativo).

### Gerundio de conclusión
Tiene el significado de «para concluir», «para resumir».

Resumiendo, deberías presentarte mañana en la comisaría.

### Usos no normativos del gerundio en español
El uso normativo del gerundio en español es el adverbial.

#### Gerundio de posterioridad
Es el empleado para denotar idea de sucesión de acciones verbales en el tiempo. El uso del gerundio con matiz de posterioridad está generalmente desaconsejado por los prescriptivistas en el castellano actual. Es decir, según ellos no debe emplearse cuando la acción que denota el gerundio no es anterior, simultánea o inmediatamente posterior a la del verbo a la que acompaña. Varios autores achacan este uso no normativo del gerundio a préstamos de otras lenguas, como el inglés, el francés o incluso el árabe.
En general los prescriptivistas afirman que un empleo excesivo del gerundio denota pobreza de estilo y es característico de un habla no culta. Es especialmente frecuente —y no normativo— su uso en oraciones de enumeración cronológica que normalmente habrían de emplear el verbo en su forma conjugada personal. Un ejemplo de este uso, frente a su forma normativa, sería este:

Rosa aterrizó en París en 1908, empezando a estudiar Ingeniería de Sistemas nada más llegar, terminando su proyecto fin de carrera cuatro años después y obteniendo un puesto de trabajo en la empresa de su padre.

Rosa aterrizó en París en 1908 y empezó a estudiar Ingeniería de Sistemas nada más llegar. Cuatro años más tarde terminó su proyecto fin de carrera, tras lo cual obtuvo un puesto de trabajo en la empresa de su padre.

Evolución histórica
En el pasado, a lo largo de los siglos XIX y XX existió entre los gramáticos un enconado debate en torno a la idoneidad del uso de este tipo de gerundio.
Andrés Bello, célebre lingüista venezolano, sería el primero en afirmar que el empleo del gerundio con connotación de posterioridad es «una degradación que desluce el castellano moderno». Otros autores, como Niceto Alcalá Zamora, sin necesidad de proscribir el uso del gerundio de posterioridad, abogaron por un uso prudente y contenido de este, al destacar la virtud que tiene de romper la monotonía que supone el uso abusivo en un texto de la conjunción subordinante «que».
Rufino José Cuervo aceptó el uso del gerundio con significados de coexistencia y posterioridad, abogando por el uso del segundo sólo en los casos en los que este aparezca en la primera parte de la oración. Eduardo Benot propuso no desaconsejar el empleo de ningún tipo de gerundio, independientemente de sus connotaciones temporales. Samuel Gili Gaya fue otro gramático que, corroborando las ideas de Bello, pretendió restringir el uso del gerundio con connotación de posterioridad, aceptando en cualquier caso su uso en las situaciones en que las dos acciones se produzcan con tal inmediatez que puedan considerarse simultáneas. Emilio Alarcos Llorach sería otro autor que defendería el uso del gerundio para significar posterioridad.
Otros estudiosos han rastreado usos del gerundio de posterioridad en textos de entre los siglos XV y XVIII, la razón que esgrimen sobre su uso  es que «Ofrece una explicación lógica, al mencionar que el gerundio de posterioridad no brinda otra cosa que unidad a la idea total enunciada: liberado de su subordinación temporal y aislado de los verbos aledaños, conserva una característica asociativa innegable, que le permite formar un cuerpo con la frase [...] En rigor, podemos considerar la expresión "cerrando la puerta" ["Entornó las ventanas para dejar el cuarto a media luz y se salió de puntillas, cerrando la puerta sin hacer el menor ruido"] como aproximación equivalente de "y cerró la puerta"; sin embargo, el efecto obtenido es diferente: "cerró", enuncia un hecho aislado, no es retenido en el contenido de la frase que, por así decirlo, lo hace con la conjunción "y"; pero "cerrando", que enuncia un hecho asociado, se encuentra relacionado, se presenta como conclusión de la frase, de la cual la unidad parece así mejor garantizada». 

#### Gerundio partitivo
El gerundio modifica un total tomando una parte separada de este.

Los transeúntes vieron el paso del tren, siendo tres de ellos arrollados.

#### Dos gerundios seguidos
Aunque algunas fuentes prescriptivistas rechazan los gerundios dobles, las Academias de la Lengua no lo consideran incorrecto, aunque sí poco elegante. Así, la Nueva gramática de la lengua española (sec. 28.12b) da como ejemplo válido: Estando trabajando en este asunto, me enteré de muchas cosas.

#### Gerundio como adjetivo
El uso del gerundio acompañando a un sustantivo y complementando su significado es incorrecto para la RAE, excepto en dos casos concretos: «agua hirviendo» y «clavo ardiendo». A pesar de estar considerados como incorrectos, es frecuente su uso en anuncios por palabras. También aparece en lenguajes especializados, como el periodístico, legislativo o administrativo.
Así, por ejemplo, para los normativistas serían incorrectas oraciones como la siguiente:

Un fax confirmando el cese de las hostilidades ha llegado hoy a la oficina.

Sin embargo, los normativistas sí consideran correcta la siguiente oración, como caso excepcional, puesto que existe la posibilidad de relacionar al gerundio con el verbo principal, ver con recoger:

Veo una muchacha recogiendo manzanas.

De forma general, los normativistas aceptan casos en los que el verbo principal responde al significado de percepción (ver, notar, oír,...) y el gerundio indica una acción.
Casos particulares:

##### Gerundio como complemento de un objeto directo inanimado
Los normativistas consideran incorrecto el uso de un gerundio que complementa a un objeto directo inanimado.

El operario levantó el saco transportando grava.

Para ellos la forma correcta sería:

El operario levantó el saco que transportaba grava.